# Azoriella
Azoriella is een geslacht van koralen uit de familie van de Clavulariidae.

## Soort
- Azoriella bayeri (Lopez Gonzalez & Gili, 2001)